# Orde van Kapiolani

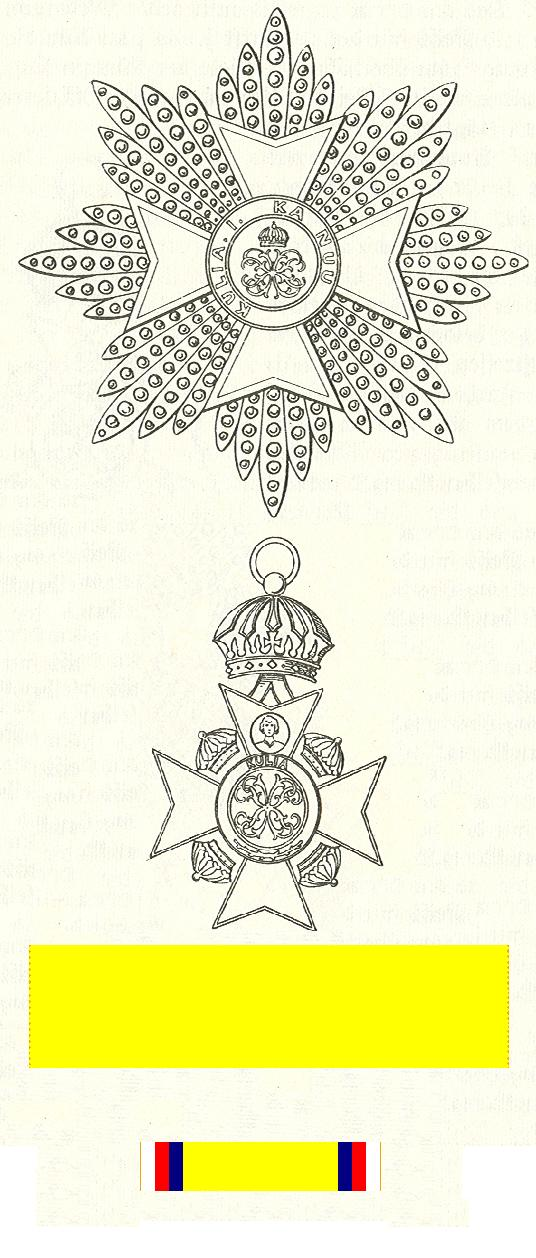
Ster, kruis en linten van de Kapiolani-Orde.

De Koninklijke Orde van Kapiolani was een Hawaïaanse Ridderorde en werd op 30 augustus 1880 in Honolulu gesticht. Koning Kalakaua I noemde de Orde naar zijn "grote voorouder" koningin Kapiolani de Grote en bepaalde dat hij de Grootmeester zou zijn van deze Orde die 12 grootkruisen, 15 grootofficieren, 30 commandeurs, 50 officieren en 60 ridders of  "companions" zou tellen. Daarnaast waren er medailles in twee klassen die in onbeperkte aantallen verleend konden worden.

De Orde diende als beloning voor bijzondere verdienste op het gebied van weldadigheid, genie, wetenschap, kunst en staat. Ook voor bijzondere verdiensten voor de koning van Hawaï werd deze Orde verleend. De Orde stond open voor heren én dames.Er zijn volgens een opgave van Gordon Metcalfe 11 Grootkruisen verleend.

## Rangen en versierselen van de Orde
- Het Grootkruis van de Orde was rood goudgezoomd en op de bovenste arm van een portret van Koningin Kapiolani voorzien Maltezer kruis met vier koningskronen tussen de armen van het kruis en een  medaillon met de woorden "KULIA I KA NU DIE" (Hawaïaans: "de door de koningskroon verhevene") en het monogram van de koningin in spiegelschrift.

Grootkruisen droegen hun kruis aan een geel lint met wit-rood-blauwe bies over de schouder en een zilveren ster met het kruis van de Orde zonder de kronen en met een gekroond monogram op de linkerborst.
De soeverein kon de Grootkruisen toestemming verlenen om het kruis van de Orde aan een keten te dragen.
De lagere rangen dragen op hun kruis alleen het woord "KULIA".
- Grootofficieren droegen een iets smaller grootlint over de schouder maar zonder dat het grootkruis daaraan werd bevestigd. Zij droegen het commandeurskruis aan een rood lint met acht gele strepen om de hals en een iets kleinere ster op de linkerborst.

De soeverein kon de Grootofficier toestemming verlenen om de ster van de grootkruisen te dragen.
- Commandeurs droegen het kruis aan een rood lint met acht gele strepen om de hals.
- Officieren droegen een nog iets kleiner kruis aan een lint van drie vingers breed op de

linkerborst.Op het lint was een rozet bevestigd.
- Bij het ridderkruis is steeds zilver in plaats van goud gebruikt. Dit kruis draagt men aan een lint van drie vingers breed op de linkerborst.

De medailles werden aan een rood lint met acht gele strepen gedragen.
Dames droegen hun kleinood of medaille aan een strik.

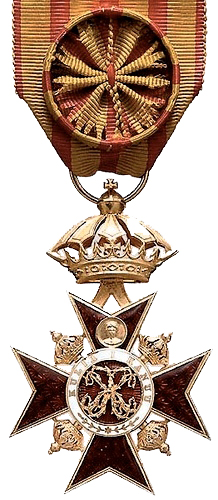
Officierskruis
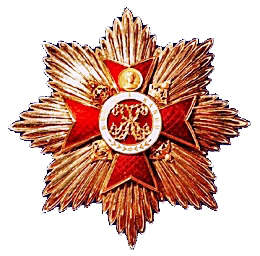
Ster
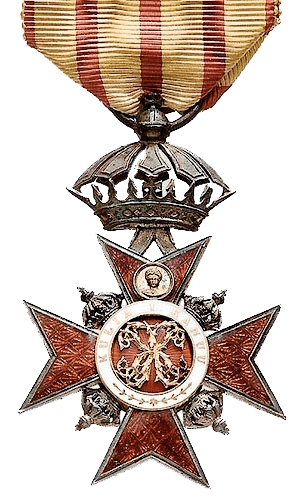
Ridderkruis
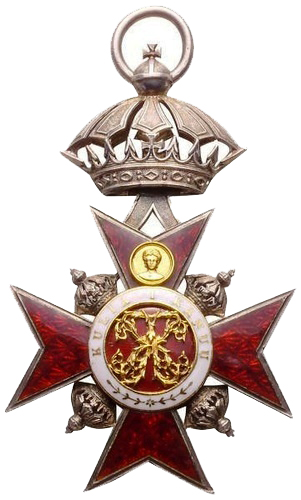
Commandeurskruis

Literatuur
- Gordon Metcalf, "Hawaiian Royal Orders", Honolulu, 1962